# Alice Cialfi
Alice Cialfi (Roma, 15 de marzo de 2002) es una deportista italiana que compite en vela en la clase Nacra 17. Ganó una medalla de plata en el Campeonato Europeo de Nacra 17 de 2021.

## Palmarés internacional
| \| Campeonato Europeo \| Campeonato Europeo \| Campeonato Europeo \| Campeonato Europeo \| \| Año \| Lugar \| Medalla \| Clase \| \| ------------------ \| ------------------ \| ------------------ \| ------------------ \| \| 2021 \| Salónica (Grecia) \| Medalla de plata \| Nacra 17 \| |                   |                  |          |
| Campeonato Europeo |                   |                  |          |
| Año | Lugar             | Medalla          | Clase    |
| 2021 | Salónica (Grecia) | Medalla de plata | Nacra 17 |